# رئیس اینترپل
رئیس اینترپل (فرانسوی: Président d'Interpol) رئیس کل اینترپل است. رئیس فعلی احمد ناصر رئیسی است که در نوامبر ۲۰۲۱ انتخاب شد. رئیس وظیفه دارد تا مباحث جلسات مجمع عمومی و کمیته اجرایی را رهبری و هدایت کند.

## فهرست صاحبان‌منصب
در طول جنگ جهانی دوم، اکثر کشورهای عضو حمایت خود را پس گرفتند؛ در نتیجه، رؤسای‌جمهور آلمان نازی رسماً به رسمیت شناخته نمی‌شوند.
| ردیف          | پرتره          | نام (زاده–مرگ)                        | دوران تصدی     | دوران تصدی     | دوران تصدی     | کشور                | منابع       |
| ردیف          | پرتره          | نام (زاده–مرگ)                        | آغاز تصدی      | پایان تصدی     | مدت تصدی       | کشور                | منابع       |
| ------------- | -------------- | ------------------------------------- | -------------- | -------------- | -------------- | ------------------- | ----------- |
| رئیس آی‌سی‌پی‌سی |                |                                       |                |                |                |                     |             |
| ۱             |                | یوهان شوبر (۱۸۷۴–۱۹۳۲)                | ۷ سپتامبر ۱۹۲۳ | ۱۹۳۲           | ۸–۹ سال        | اتریش               | [ ۳ ]       |
| ۲             |                | فرانتس براندل (۱۸۷۵–۱۹۵۳)             | ۱۹۳۲           | ۱۹۳۴           | ۱–۲ سال        | اتریش               | [ ۳ ]       |
| ۳             |                | یوجین سیدل (۱۸۷۹–۱۹۵۸)                | ۱۹۳۴           | ۱۹۳۵           | ۰–۱ سال        | اتریش               | [ ۳ ]       |
| ۴             |                | مایکل اسکوبل (۱۸۷۷–۱۹۶۴)              | ۱۹۳۵           | ۱۹۳۸           | ۲–۳ سال        | اتریش               | [ ۳ ]       |
| ۵             |                | اتو اشتاینهاسل (۱۸۷۹–۱۹۴۰)            | آوریل ۱۹۳۸     | ۲۰ ژوئن ۱۹۴۰ † | ۲ سال          | آلمان نازی          |             |
| ۶             |                | راینهارت هایدریش (۱۹۰۴–۱۹۴۲)          | ۲۴ اوت ۱۹۴۰    | ۴ ژوئن ۱۹۴۲ †  | ۱ سال          | آلمان نازی          |             |
| ۷             |                | آرتور نبه (۱۸۹۴–۱۹۴۵)                 | ژوئن ۱۹۴۲      | ژانویه ۱۹۴۳    | ۷ ماه          | آلمان نازی          |             |
| ۸             |                | ارنست کالتنبرونر (۱۹۰۳–۱۹۴۶)          | ژانویه ۱۹۴۳    | ۱۲ مه ۱۹۴۵     | ۲ سال          | آلمان نازی          |             |
| ۹             |                | فلورنت لوواژ                          | ۱۹۴۵           | ۱۹۵۶           | ۱۰–۱۱ سال      | بلژیک               | [ ۳ ]       |
| رئیس اینترپل  |                |                                       |                |                |                |                     |             |
| ۱۰            |                | آگوستین لورنسو (۱۸۸۶–۱۹۶۴)            | ۱۹۵۶           | ۱۹۶۰           | ۳–۴ سال        | پرتغال              | [ ۳ ]       |
| ۱۱            |                | جو جکسون (۱۹۰۲–۱۹۷۵)                  | ۱۹۶۰           | ۱۹۶۳           | ۲–۳ سال        | بریتانیا            | [ ۳ ]       |
| ۱۲            |                | فجلار جاروا (۱۹۱۰–۱۹۷۸)               | ۱۹۶۳           | ۱۹۶۴           | ۰–۱ سال        | فنلاند              | [ ۳ ]       |
| ۱۳            |                | فیرمین فرانسن                         | ۱۹۶۴           | ۱۹۶۸           | ۳–۴ سال        | بلژیک               | [ ۳ ]       |
| ۱۴            |                | پاول دیکاف (۱۹۱۰–۱۹۷۳)                | ۱۹۶۸           | ۱۹۷۲           | ۳–۴ سال        | آلمان غربی          | [ ۳ ]       |
| ۱۵            |                | ویلیام هیگیت (۱۹۱۷–۱۹۸۹)              | ۱۹۷۲           | ۱۹۷۶           | ۳–۴ سال        | کانادا              | [ ۳ ]       |
| ۱۶            |                | کارل پرسون (۱۹۱۹–۲۰۱۴)                | ۱۹۷۶           | ۱۹۸۰           | ۳–۴ سال        | سوئد                | [ ۳ ]       |
| ۱۷            |                | جولی بوگالین (؟ –۲۰۰۲)                | ۱۹۸۰           | ۱۹۸۴           | ۳–۴ سال        | فیلیپین             | [ ۳ ]       |
| ۱۸            |                | جان سیمپسون (۱۹۳۲–۲۰۱۷)               | ۱۹۸۴           | ۱۹۸۸           | ۳–۴ سال        | ایالات متحده آمریکا | [ ۳ ]       |
| ۱۹            |                | ایوان باربوت (۱۹۳۷–؟)                 | ۱۹۸۸           | ۱۹۹۲           | ۳–۴ سال        | فرانسه              | [ ۳ ]       |
| ۲۰            |                | نورمن اینکستر (زادهٔ ۱۹۳۸)             | ۱۹۹۲           | ۱۹۹۴           | ۱–۲ سال        | کانادا              | [ ۳ ]       |
| ۲۱            |                | بیورن اریکسون (زادهٔ ۱۹۴۵)             | ۱۹۹۴           | ۱۹۹۶           | ۱–۲ سال        | سوئد                | [ ۳ ]       |
| ۲۲            |                | توشینوری کانموتو                      | ۱۹۹۶           | ۲۰۰۰           | ۳–۴ سال        | ژاپن                | [ ۳ ]       |
| ۲۴            |                | خسوس اسپیگارس میرا (زادهٔ ۱۹۴۶)        | ۲۰۰۰           | ۲۰۰۴           | ۳–۴ سال        | اسپانیا             | [ ۳ ]       |
| ۲۵            |                | جکی سلبی (۱۹۵۰–۲۰۱۵)                  | ۲۰۰۴           | ۱۳ ژانویه ۲۰۰۸ | ۳–۴ سال        | آفریقای جنوبی       | [ ۳ ] [ ۴ ] |
| —             |                | آرتورو هررا وردوگو (زادهٔ ۱۹۵۱) سرپرست | ۱۳ ژانویه ۲۰۰۸ | ۹ اکتبر ۲۰۰۸   | ۲۷۰ روز        | شیلی                |             |
| ۲۶            |                | کو بون هوی (زادهٔ ۱۹۵۴)                | ۹ اکتبر ۲۰۰۸   | نوامبر ۲۰۱۲    | ۴ سال          | سنگاپور             | [ ۳ ]       |
| ۲۷            |                | میرل بالستراتزی (زادهٔ ۱۹۵۴)           | نوامبر ۲۰۱۲    | نوامبر ۲۰۱۶    | ۴ سال          | فرانسه              | [ ۳ ]       |
| ۲۸            |                | منگ هونگوی (زادهٔ ۱۹۵۳)                | ۱۰ نوامبر ۲۰۱۶ | ۷ اکتبر ۲۰۱۸   | ۱ سال، ۱۰ ماه  | چین                 | [ ۳ ]       |
| —             |                | کیم جونگ یانگ (زادهٔ ۱۹۶۱)             | ۷ اکتبر ۲۰۱۸   | ۲۰ نوامبر ۲۰۱۸ | ۴۴ روز         | کره جنوبی           |             |
| ۲۹            | ۲۱ نوامبر ۲۰۱۸ | کیم جونگ یانگ (زادهٔ ۱۹۶۱)             | ۲۴ نوامبر ۲۰۲۱ | ۳ سال، ۳ روز   |                | کره جنوبی           |             |
| ۳۰            |                | احمد ناصر رئیسی                       | ۲۵ نوامبر ۲۰۲۱ | متصدی          | ۳ سال، ۱۷۰ روز | امارات متحده عربی   |             |